# Dobri Do (gmina Ivanjica)
Dobri Do (cyr. Добри До) – wieś w Serbii, w okręgu morawickim, w gminie Ivanjica. W 2011 roku liczyła 244 mieszkańców.